# Данкли, Фитцрой
Фитцро́й Джу́ниор Да́нкли (англ. Fitzroy Junior Dunkley; род. 20 мая 1993, Фалмут, Корнуолл, Ямайка) — ямайский легкоатлет, специализирующийся в беге на 400 метров. Серебряный призёр Олимпийских игр 2016 года в эстафете 4×400 метров.

## Биография
Вырос в большой семье Фитцроя Данкли-старшего и Патлин Раттрей: помимо Фитцроя-младшего, у них ещё пять детей.
Когда в 2012 году Данкли поступил в Университет штата Луизиана, его основными дисциплинами были тройной прыжок и прыжок в высоту. Именно в них он представлял родной колледж в Кингстоне и добился ряда успехов на национальном уровне. В Луизиане он продолжил выступать как прыгун, однако добиться серьёзного прогресса ему мешали постоянные травмы. В 21 год он имел результат 2,10 м в прыжке в высоту и 15,71 м в тройном, что не позволяло говорить о его конкурентоспособности на студенческом уровне в США.
Летом 2014 года Данкли решился на отчаянный шаг и решил попробовать себя в беге на 400 метров. То, чего удалось добиться Фитцрою за полгода, удивило даже его тренера Денниса Шейвера. Он установил личный рекорд в помещении 46,94, на открытом воздухе — 45,78. В составе сборной своего университета стал чемпионом США в эстафете 4×400 метров.
Его прогресс не остановился и в 2016 году. В помещении он пробежал 400 метров за 46,04 и был вызван в сборную Ямайки на зимний чемпионат мира (где стал 4-м в эстафете). На летнем студенческом чемпионате США завоевал серебро с новым личным рекордом 45,06. В июле стал вторым на национальных отборочных соревнованиях в беге на 400 метров и заслужил право поехать на Олимпийские игры.
В Рио-де-Жанейро не смог пробиться в финал в индивидуальном виде, а в эстафете 4×400 метров завоевал серебряную медаль (ямайцы уступил лишь сборной США).
Помимо тренировок, получает в Университете штата Луизиана высшее образование в области маркетинга.

## Основные результаты
| Год  | Турнир                     | Место проведения         | Дисциплина       | Место       | Результат |
| ---- | -------------------------- | ------------------------ | ---------------- | ----------- | --------- |
| 2015 | Универсиада                | Кванджу, Южная Корея     | 400 м            | — (1/2)     | DNS       |
| 2016 | Чемпионат мира в помещении | Портленд, США            | 400 м            | 11-е (1/2)  | 47,13     |
| 2016 | Чемпионат мира в помещении | Портленд, США            | эстафета 4×400 м | 4-е         | 3.06,02   |
| 2016 | Олимпийские игры           | Рио-де-Жанейро, Бразилия | 400 м            | 24-е (заб.) | 45,66     |
| 2016 | Олимпийские игры           | Рио-де-Жанейро, Бразилия | эстафета 4×400 м | 2-е         | 2.58,16   |